# Xul Solar
Xul Solar (Buenos Aires, 14 de dezembro de 1887 - Buenos Aires, 9 de abril de 1963), nome artístico de Oscar Agustín Alejandro Shulz Solar, é um dos maiores nomes das artes plásticas da Argentina no século XX.

## Vida
É filho de Emilio Schulz Riga, de origem alemã, nascido em Riga, Letônia, engenheiro, e de Agustina Solari, italiana nascida na cidade de Zoagli, Gênova, representante de firmas italianas de seguro. O casal conseguiu uma situação econômica confortável na Argentina, tendo se instalado primeiramente na região de El Tigre para, somente em 1901, residir em Buenos Aires, onde Alejandro, o Xul Solar, nasceu.
Cursou seus estudos primários e secundários em distintos colégios (franco-italiano e inglês) e seguiu para o Colegio Nacional Sección Norte, em Buenos Aires.
Desde a juventude se interessou por literatura, música e pintura. Estudou violino e piano e, aos 22 anos, começou a escrever poesias. [carece de fontes?]
A partir de 1905, cursou dois anos de Arquitetura na Universidade de Buenos Aires.[carece de fontes?]
Em seguida, acumulou diversos empregos, entre eles o de um cargo burocrático no cárcere e na prefeitura de Buenos Aires, cujas economias lhe garantiram uma sonhada viagem à Europa, onde pretendia ficar por um mês, lograr retorno às origens e absorver uma linguagem artística condigna. Ainda assim, contou com o aporte financeiro do pai e ficou hospedado na Itália, juntamente com a mãe, na casa de parentes maternos.
Em 5 de abril de 1912, seguiu rumo a Londres, iniciando um período em solo europeu que se prolongaria por 12 anos.[carece de fontes?]
Durante esse período, exercitou o italiano e alemão, no desejo de tentar ser um artista europeu.
Entre 1913 e 1915, fez breves visitas  à família materna. Em 1916, passou a residir em Florença e, entre 1917 e 1919, em Milão, passando rapidamente por Roma e Veneza.
Ainda em 1916, em Paris, passou a adotar o nome artístico Xul Solar, pelo qual posteriormente seria mais conhecido. [carece de fontes?]
O apelido Xul foi dado pelo pintor argentino e amigo Emilio Pettoruti.
Entre 1919 e 1920, retornou a Londres, retornando em seguida a Milão, onde fez sua primeira exposição individual.
Entre 1921 e 1924, radicou-se em Munique, tendo passagens por Stuttgart, Berlim e Paris.
A fase italiana de Alejandro, entre 1916 e 1920, e a alemã até 1924 reveleram poucas oportunidades no mercado artístico, embora um contato com obras e artistas inovadores.
Ao desistir da empreitada na terra dos pais, regressou a Argentina , onde passou a fazer parte da revista Martín Fierro, entre 1924 e 1927.[carece de fontes?]
As obras de Xul Solar foram sendo reveladas aos poucos em mostras coletivas. A primeira individual aconteceu em 1929, na entidade Amigos Del Arte, com 62 obras.[carece de fontes?]
A casa de Xul Solar, no Bairro Norte, de Buenos Aires, se transformou em um museu, após sua morte, onde está parte de sua produção artística.[carece de fontes?]

## Carreira
Ao chegar a Paris, com 24 anos, foi influenciado pelo cubismo, futurismo, fauvismo, expressionismo e surrealismo. Seu estilo como pintor, inclusive, é tido como surrealista, mas diversos especialistas preferem classificar sua obra como fantástica.
Gostava de estudar idiomas, tanto que criou o neo-criollo'x, que incluía o espanhol, o português, o inglês, francês, grego e sânscrito, além de argentinismos.
Mais tarde, criou ainda  a pan-língua, um idioma puramente monossilábico e sem gramática, que tem bases na matemática, astrologia, artes visuais e música.
Outra criação de Xul Solar é o pan-xadrez, com regras que relacionadas a constelações e aos signos do zodíaco.
É autor de San Signos, formado por 64 escritos baseados nos hexagramas do I Ching.